# Branko Mikulić
Branko Mikulić (ur. 10 czerwca 1928 w Podgrađu, zm. 12 kwietnia 1994 w Sarajewie) – bośniacki i jugosłowiański polityk.

## Życiorys
Uczestnik antyfaszystowskiego ruchu oporu w trakcie II wojny światowej. W 1961 roku ukończył studia na Uniwersytecie Ekonomicznym w Zagrzebiu.
W latach 1965–1966 był sekretarzem Komitetu Wykonawczego Związku Komunistów Bośni i Hercegowiny, w latach 1966–1971 przewodniczącym Rady Wykonawczej Socjalistycznej Republiki Bośni i Hercegowiny, w latach 1972–1980 przewodniczącym Komitetu Centralnego Związku Komunistów Bośni i Hercegowiny, w latach 1980–1982 członkiem Prezydium Komitetu Centralnego Związku Komunistów Jugosławii, w latach 1982–1983 przewodniczącym Prezydium Socjalistycznej Republiki Bośni i Hercegowiny, w latach 1986–1987 członkiem Prezydium SFR Jugosławii, a w latach 1986–1989 przewodniczącym Federalnej Rady Wykonawczej (premierem). Przewodniczył komitetowi organizacyjnemu Zimowych Igrzysk Olimpijskich 1984. Otrzymał za to nagrodę od Międzynarodowego Komitetu Olimpijskiego. Jako bośniacki polityk opowiadał się za równością narodów republiki i uznaniem muzułmańskiej społeczności za naród.